# Aluda Ketelauri
Aluda Ketelauri es un poema épico del poeta georgiano Vazha-Pshavela.